# Balbisia integrifolia
Balbisia integrifolia es un género de plantas con flores  descrita por primera vez por Paul Erich Otto Wilhelm Knuth. Balbisia gracilis pertenece al género Balbisia, y a la familia Vivianiaceae.Se encuentra distribuido por Argentina y Bolivia, especialmente documentada en el Departamento de Tarija y San Salvador de Jujuy.

## Descripción
Es un arbusto de 0,85 a 1,1 metros (2,8 a 3,6 pies) de altura, con abundantes ramas y ramitas. Las hojas son muchas, opuestas. Las drusas son cristalinas y abundantes especialmente en el parénquima esponjoso hacia la superficie adaxial. Las venas tienen una vaina esclerenquimatosa distintiva. Por encima de las venas hacia la superficie adaxial se encuentra un tejido colenquimatoso pronunciado.